# Feliciano Viera
Feliciano Alberto Viera Borges, (Salto, 1872 - Salto, 1927) foi um advogado e político uruguaio, Presidente do Uruguai entre 1915 e 1919. Era membro do Partido Colorado e sucedeu a José Batlle como Presidente dando continuação a o seu legado o Batllismo, sendo sucedido por Baltasar Brum.